# Neoscona ujavalai
Neoscona ujavalai – gatunek pająka z rodziny krzyżakowatych.
Gatunek ten opisany został po raz pierwszy w 1992 roku przez T.S. Reddy’ego i B.H. Patela na łamach czasopisma „Entomon”. Jako miejsce typowe wskazano południowe okolice Tadikalapudi w dystrykcie West Godavari w Andhra Pradesh w Indiach. Epitet gatunkowy pochodzi od lokalizacji typowej.
Pająk ten osiąga 6,25 mm długości ciała przy karapaksie długości 2,4 mm i szerokości 2,05 mm oraz opistosomie (odwłoku) długości 4,15 mm i szerokości 3,35 mm. Karapaks jest żółtawobrązowy z rozchodzącymi się promieniście czarnymi pasami. Część głowowa jest zwężona i lekko wyniesiona, zaopatrzona w ośmioro oczu. Oczy pary przednio-bocznej leżą znacznie bardziej z tyłu niż przednio-środkowej, a tylno-bocznej nieco bardziej z tyłu niż tylno-środkowej. Oczy par środkowych rozmieszczone są na planie dłuższego niż szerszego, nieco węższego w tyle trapezu. Przysadziste szczękoczułki mają po trzy zęby na każdej krawędzi. Szersza niż dłuższa warga dolna jest jasna, a szczęki są dłuższe niż szerokie. Sternum jest podługowato-sercowate z szpiczastym tyłem, jasne. Odnóża są żółtawe. Opistosoma jest owalna, żółtawa z brązowymi paskami. Płytka płciowa samicy odznacza się długim, cienkim, pomarszczonym, w połowie zakrzywionym i opatrzonym parą bocznych płatów trzonkiem.
Pajęczak orientalny, endemiczny dla Indii, znany tylko ze stanu Andhra Pradesh.